# Realpolitik
Realpolitik (em alemão «política realística») refere-se à política ou diplomacia baseada principalmente em considerações práticas, em detrimento de noções ideológicas. O termo é frequentemente utilizado pejorativamente, indicando tipos de política que são coercitivas, imorais ou maquiavélicas. Pensadores como Maquiavel e Nietzsche defendem a Realpolitik como um tipo de realismo político segundo o qual as relações de poder tendem a solapar todas as pretensões de fundamentação moral, num tipo de ceticismo moral análogo ao do argumento de Trasímaco na República de Platão.
Henry Kissinger conceitua Realpolitik como sendo “política exterior baseada em avaliações de poder e interesse nacional”.
O termo também refere-se a promulgar ou engajar-se em políticas diplomáticas ou políticas com base principalmente em considerações de determinadas circunstâncias e fatores, em vez de estritamente vinculativa a noções ideológicas explícitas ou a premissas morais e éticas. Nesse sentido, compartilha aspectos de sua abordagem filosófica com os do realismo e do pragmatismo. Muitas vezes é simplesmente referido como "pragmatismo" na política, por exemplo, "prosseguir políticas pragmáticas" ou "políticas realistas". Embora muitas vezes usado como um termo positivo e neutro, o termo Realpolitik às vezes também é usado negativamente por implicar políticas que são percebidas como coercitivas, amorais ou maquiavélicas. Proponentes proeminentes da Realpolitik durante o século XX incluem Henry Kissinger, George F. Kennan, Zbigniew Brzezinski e Hans-Dietrich Genscher, bem como políticos como Charles De Gaulle e Lee Kuan Yew.

## Origem e uso do termo
O termo foi colocado por Ludwig August von Rochau, escritor e político alemão do século XIX, seguindo a ideia de Klemens Wenzel von Metternich de achar caminhos para equilibrar as relações de poder imperialista ao nível europeu. Equilibrar tal poder para manter a pentarquia europeia era o meio de manter a paz, e cuidadosos praticantes de Realpolitik tentaram evitar corridas armamentistas. Seu livro de 1853 Grundsätze der Realpolitik angewendet auf die staatlichen Zustände Deutschlands (“Princípios de Realpolitik aplicados ao estado nacional de coisas da Alemanha”) descreve o significado do termo: 
O estudo das forças que moldam, mantêm e alteram o Estado é a base de toda visão política e leva à compreensão de que a lei do poder governa o mundo dos estados, assim como a lei da gravidade governa o mundo físico. A ciência política mais antiga estava plenamente ciente dessa verdade, mas chegou a uma conclusão errada e prejudicial — o direito dos mais poderosos. A era moderna corrigiu essa falácia antiética, mas ao romper com o suposto direito do mais poderoso, a era moderna estava muito inclinada a ignorar o poder real do mais poderoso e a inevitabilidade de sua influência política.
O historiador John Bew sugere que muito do que representa a Realpolitik moderna hoje se desvia do significado original do termo. A Realpolitik surgiu na Europa de meados do século XIX a partir da colisão do Iluminismo com a formação do Estado e a política de poder. O conceito, argumenta Bew, foi uma tentativa inicial de responder ao enigma de como alcançar objetivos liberais esclarecidos em um mundo que não segue regras liberais esclarecidas.
O publicitário, jornalista e reformador político liberal Von Rochau cunhou o termo em 1853 e adicionou um segundo volume em 1869 que refinou ainda mais seus argumentos anteriores. Rochau, exilado em Paris até a revolta de 1848, retornou durante a revolução e tornou-se uma figura conhecida no Partido Liberal Nacional. À medida que os ganhos liberais das revoluções de 1848 foram vítimas de governos coercitivos ou foram engolidos por forças sociais poderosas como classe, religião e nacionalismo, Rochau — segundo Bew — começou a pensar muito sobre como o trabalho que havia começado com tanto entusiasmo havia fracassado. para produzir quaisquer resultados duradouros.
Ele disse que a grande conquista do Iluminismo foi mostrar que o poder não é necessariamente objetivo. O erro que os liberais cometeram foi supor que a lei dos fortes de repente evaporou simplesmente porque se mostrou injusta. Rochau escreveu que "para derrubar os muros de Jericó, o Realpolitiker sabe que a simples picareta é mais útil que a trombeta mais poderosa". O conceito de Rochau foi apreendido por pensadores alemães em meados e final do século XIX e tornou-se associado com a política de Otto von Bismarck na unificação da Alemanha em meados do século XIX. Em 1890, o uso da palavra Realpolitik era generalizado, mas cada vez mais distante de seu significado original.
Na sua acepção estadunidense, o termo é geralmente similar a Machtpolitik, enquanto na Alemanha, Realpolitik descreve políticas mais modestas (realistas), opondo-se a políticas "superprotetoras", mas geralmente irrealistas, apesar de ser associado ao nacionalismo do século XIX. O mais famoso adepto alemão da Realpolitik foi Otto von Bismarck, Chanceler do Reino da Prússia (1862-1870) de Guilherme I. Bismarck utilizou Realpolitik para assegurar maioria da Prússia na Alemanha, manipulando questões políticas como a de Schleswig-Holstein e a candidatura de Hohenzollern, em antagonismo com outros países, possivelmente com intenções bélicas. Uma característica da ação política de Bismarck era a ação quase maquiavélica, sem dar muita importância a questões éticas, morais ou legais. O movimento aparentemente ilógico da Prússia de não requerer território de uma Áustria derrotada — uma ação que posteriormente levou à unificação da Alemanha — é um dos exemplos mais citados de Realpolitik. De modo análogo, no Partido Verde Alemão, pessoas que procuram acordos são chamadas de Realos (realistas), enquanto os opositores são os Fundis (fundamentalistas ou ideologistas).

## Contraste com políticas de ideologia
A Realpolitik foi formalmente introduzida na Casa Branca no governo de Nixon por Henry Kissinger. Nesse contexto, a política significava lidar com outras nações poderosas de uma maneira prática, em detrimento de uma base de política doutrinária ou ética — por exemplo, as ações diplomáticas de Nixon com a República Popular da China, apesar de a doutrina estadunidense ser contrária ao comunismo e apesar da política de contenção do expansionismo soviético, formulada por George F. Kennan. Outro exemplo é a "política de sonda" de Kissinger, na guerra entre árabes e israelitas de 1973, quando ele persuadiu os israelitas a se retirarem do Sinai em respeito à conjuntura internacional derivada da crise do Petróleo.
A Realpolitik é distinta da política ideológica por não seguir um número prefixado de regras, tendendo a ser orientada a resultados e limitada somente por exigências práticas. Como a Realpolitik é direcionada através dos mais práticos mecanismos de assegurar interesses nacionais, pode às vezes requerer o sacrifício de princípios ideológicos. Por exemplo, os EUA, nas administrações Nixon e Reagan, frequentemente apoiavam governos que violavam os direitos humanos, para assegurar o interesse nacional norte-americano de estabilidade regional. Opositores freqüentemente classificavam estas atitudes como imorais, enquanto situacionistas replicavam com o argumento de que estariam apenas operando dentro dos limites práticos. Mais recentemente, o ex-embaixador estadunidense Dennis Ross associou essa ideia à política internacional, em seu livro de 2007 Statecraft: And how to restore America's standing in the world.
Em oposição à Realpolitik, políticas ideológicas tendem a favorecer princípios ideológicos acima de outras considerações. Tais grupos (teoricamente) rejeitam compromissos que, a seu ver, vão contra os seus ideais e, então, sacrificam ganhos políticos de curto prazo em favor de suas ideias.

## Realismo político
Uma política externa guiada pelos princípios de Realpolitik também pode ser descrita como uma política externa realista. Realpolitik pode ser considerada como um dos fundamentos do realismo político. Ambos implicam power politics, mas Realpolitik seria como um guia prescritivo para a formulação de políticas (a exemplo da política externa), enquanto o Realismo é um paradigma que inclui uma grande variedade de teorias que descrevem, explicam e predizem as Relações Internacionais. Realpolitik também visa o equilíbrio de poder entre estados-nações, o que também é um assunto central do Realismo. Ambos implicam operações políticas, de acordo com a crença de que a política é baseada na perseguição, posse e aplicação do poder. Por isso, corre um risco de cometer crimes em tempos de guerra.

## Relações internacionais
Enquanto Realpolitik se refere à prática política, o conceito de realismo político nas relações internacionais se refere a um arcabouço teórico que visa oferecer explicações para eventos no domínio das relações internacionais. A teoria do realismo político parte do pressuposto de que os Estados — como atores na arena internacional — perseguem seus interesses praticando a Realpolitik. Por outro lado, a Realpolitik pode ser descrita como o exercício de políticas que estão alinhadas com as teorias aceitas do realismo político. Em ambos os casos, a hipótese de trabalho é geralmente que a política se baseia principalmente na busca, posse e aplicação do poder (ver também política de poder). No entanto, alguns realistas de relações internacionais, como Kenneth Waltz, têm visto a política estatal em termos de busca de sobrevivência ou segurança, em vez de busca de poder por si só.

## História do conceito e perspectivas
Veja realismo político para ramos e antecedentes mais relevantes para a diplomacia contemporânea e o paradigma moderno particular de relações internacionais:
- Sun Tzu, um estrategista militar chinês que escreveu A Arte da Guerra, que prenunciou elementos da Realpolitik desenvolvidos mais tarde.
- Tucídides, um historiador grego que escreveu a História da Guerra do Peloponeso e também é citado como um precursor intelectual da Realpolitik.
- Chanaquia (ou Cautília), um dos primeiros estadistas indianos e escritor do Artaxastra.
- Ibne Caldune, um historiógrafo árabe, historiador e um dos pais fundadores da historiografia moderna, autor de Muqaddimah, uma história universal do tempo.
- Han Fei, um estudioso chinês que teorizou o legalismo (ou legismo) e que serviu na corte do rei de Qin — mais tarde unificador da China, encerrando o período dos Reinos Combatentes. Sua teoria centra-se nas Duas Alças (sobre penalidades e recompensas como ferramentas de governança). Ele teorizou sobre um governante neutro e manipulador que agiria como chefe de Estado enquanto controlava secretamente o executivo por meio de seus ministros — aqueles que assumem a responsabilidade real por qualquer política.
- Nicolau Maquiavel, um filósofo político italiano que escreveu Il Principe (O Príncipe) no qual ele sustentava que o único objetivo de um príncipe (político) era buscar o poder, independentemente de considerações religiosas ou éticas. No entanto, há um debate acadêmico sobre a natureza e a moralidade de seus conselhos.
- Cardeal Richelieu, um estadista francês que destruiu o facciosismo doméstico e guiou a França a uma posição de domínio nos assuntos externos.
- Thomas Hobbes, um filósofo inglês que escreveu Leviatã em que afirmou que o estado de natureza era propenso a uma "guerra de todos contra todos".
- Frederico, o Grande, um monarca prussiano que transformou a Prússia em uma grande potência europeia por meio da guerra e da diplomacia.
- Charles Maurice de Talleyrand-Périgord, um diplomata francês que guiou a França e a Europa através de uma variedade de sistemas políticos.
- Príncipe Klemens Wenzel von Metternich, um estadista austríaco nascido em Koblenz que se opõe à revolução política.
- Carl von Clausewitz, um general prussiano do século XVIII-XIX e estrategista militar que escreveu Da Guerra (Vom Kriege).
- Camillo Benso de Cavour, um estadista italiano que diplomaticamente conseguiu manobrar o Reino da Sardenha para se tornar uma nova grande potência na Europa, controlando uma Itália quase unida que era cinco vezes maior que o Reino da Sardenha antes de chegar ao poder.
- Otto von Bismarck, um estadista prussiano que cunhou o termo equilíbrio de poder. Equilibrar o poder significa manter a paz e os praticantes cuidadosos da Realpolitik tentam evitar corridas armamentistas.
- Os proponentes do realismo político do século XX incluem Hans Morgenthau, Henry Kissinger, George F. Kennan, bem como políticos como Charles de Gaulle e Lee Kuan Yew.
- A Teoria dos Três Mundos de Mao Zedong é descrita como Realpolitik por seus críticos, incluindo Enver Hoxha, que argumentam que ela não foi baseada em uma forte base ideológica e usada apenas para justificar o relacionamento com o Ocidente.[12]

## China
Mesmo antes do termo contemporâneo da Realpolitik, a China tinha uma tradição "realista" em sua governança que remonta a milhares de anos. Muitas vezes referido como legalismo chinês, o espírito de seu conteúdo pode ser mais prontamente reconhecido pelos espectadores ocidentais por meio de um de seus parentes, A Arte da Guerra. A organização administrativa chinesa influenciou significativamente outras nações asiáticas, bem como as práticas administrativas ocidentais até o século XII, desempenhando um papel significativo no desenvolvimento do estado moderno, incluindo o uso de exames para ingresso na vida do serviço público.
A partir do período das primaveras e outonos (771-476/403 a.C), uma tendência de reformadores "realistas" foi adotada para promover o interesse material de seus respectivos estados, com o estado de Qin fundando o primeiro império chinês, a dinastia Qin em 221 AC, terminando o período dos Reinos Combatentes da China. A teoria política desenvolvida durante a época, incluindo a do confucionismo, influenciaria todas as dinastias posteriores.
Aqueles denominados legalistas são mais puramente "Realpolitikl" em contraste com o confucionismo e incluem a técnica política não-legal derivada de Shen Pu-hai, que cobra do governante se envolver em observação passiva para determinar fatos, em vez de assumir muito ele mesmo. O sinólogo Herrlee G. Creel escreve: "Se alguém deseja exagerar, seria sem dúvida possível traduzir (realista fundamental) o termo Shu de Shen Buhai, ou técnica, como ' ciência ', e argumentar que Pu-hai foi o primeiro cientista político", embora Creel "não se importe em ir tão longe". Durante o período de primaveras e outonos, a filosofia predominante ditava a guerra como atividade de um cavalheiro; os comandantes militares foram instruídos a respeitar o que percebiam ser as "leis do Céu" (sinônimo de bom governo, na China) em batalha. Por exemplo, quando o duque Xiang de Song estava em guerra com o estado de Chu durante o período dos Reinos Combatentes, ele recusou a oportunidade de atacar a força inimiga (comandada por Zhu) enquanto eles atravessavam um rio. Os Qin desconsideraram essa tradição militar, aproveitando-se das fraquezas de seus inimigos.

## Alemanha
Nos Estados Unidos, o termo é muitas vezes análogo à política de poder, enquanto na Alemanha Realpolitik tem uma conotação um pouco menos negativa, referindo-se à política realista em oposição à política idealista (ou irrealista). Está particularmente associado à era do nacionalismo do século XIX. As políticas da Realpolitik foram empregadas em resposta às revoluções fracassadas de 1848 como meio de fortalecer os Estados e apertar a ordem social.
O mais famoso defensor alemão da Realpolitik, o que era unicamente possível e os meios aplicados para alcançá-la, foi Otto von Bismarck, o primeiro chanceler (1862-1890) de Guilherme I do Reino da Prússia. Bismarck usou a Realpolitik em sua busca para alcançar o domínio prussiano na Alemanha. Ele manipulou questões políticas como a Questão de Schleswig-Holstein e a candidatura Hohenzollern para se opor outros países e causar guerras, se necessário, para atingir seus objetivos. Tais políticas são características de Bismarck, demonstrando uma visão pragmática do mundo político "real". Outro exemplo foi sua disposição em adotar algumas políticas sociais dos socialistas, como seguro de empregados e pensões; ao fazê-lo, ele usou pequenas mudanças de cima para baixo para evitar a possibilidade de grandes mudanças de baixo para cima. Da mesma forma, o movimento aparentemente ilógico da Prússia de não exigir território de uma Áustria derrotada, um movimento que mais tarde levou à unificação da Alemanha, é um exemplo frequentemente citado de Realpolitik.

## Singapura
O estadista singapurense Lee Kuan Yew, que foi o primeiro primeiro-ministro do país, tem sido considerado por muitos analistas políticos como um pragmático por suas políticas eruditas em seu governo de Singapura. Ele acreditava que a única maneira de Singapura sobreviver como uma nação relativamente pequena em comparação com seus vizinhos era se diferenciar deles, construindo um governo altamente eficaz e não corrupto, além de um serviço público, sob um sistema meritocrático. Ele também acreditava que Singapura deveria permanecer neutra, mas também possuir uma forte capacidade militar, acreditando que serve como garantia da independência do país devido à sua posição estratégica. Um forte defensor dos valores asiáticos, ele argumentou que as sociedades asiáticas tinham valores diferentes das sociedades ocidentais e que praticar tais valores era vital para o sucesso como nação, especialmente como país asiático, o que inclui o coletivismo e o comunitarismo.
Lee descreveu os únicos recursos naturais de Singapura como sendo a coragem de seu povo, bem como sua forte ética de trabalho, impulsionando essa mentalidade para todos os grupos étnicos do país. Embora Lee apoiasse as ideias de esquerda em sua juventude, ele era amplamente conservador como líder, concluindo que o amplo bem-estar e subsídios do estado embotavam o desejo do indivíduo de ter sucesso. No entanto, seu governo ainda promulgou políticas sociais, que incluíam educação pública gratuita até pelo menos o ensino médio, habitação estatal, um plano de poupança e pensão abrangente obrigatório, bem como um sistema de saúde universal, além de uma postura cívica nacionalista.
Em 1975, Chan Heng Chee descreveu Singapura como um "estado administrativo" despolitizado, onde a ideologia e a política foram triunfantemente substituídas por "modos racionais e científicos de administração pública". Sugere-se que, ao se descrever obstinadamente como pragmático, o estado de Singapura está, na verdade, disfarçando seu trabalho ideológico e sua natureza política por meio de uma afirmação da ausência de ideologia e política. Chua Beng Huat argumentou em 1995 que a retórica do pragmatismo em Singapura é de natureza ideológica e hegemônica, adotada e disseminada na esfera pública pelo governo do Partido da Ação Popular e institucionalizada em todo o estado em todas as suas funções administrativas, de planejamento e políticas. fazendo funções.
Muitos líderes mundiais afirmaram o conhecimento político de Lee como sendo pragmático e "perspicaz". O ex- presidente dos Estados Unidos, Barack Obama, afirmou que "apreciava pessoalmente a sabedoria [de Lee]". O ex -primeiro-ministro do Japão, Shinzo Abe, que também defendeu os valores asiáticos, afirmou que Lee era "um dos maiores líderes dos tempos modernos que a Ásia já produziu" e um "grande líder asiático que lançou as bases para a prosperidade atual de Singapura." O ex -primeiro-ministro da Austrália, Tony Abbott, mencionou que Lee era um "gigante de nossa região" e que "graças à sua visão e determinação, Singapura é um dos países mais bem-sucedidos do mundo". Henry Kissinger descreveu Lee como um dos "pragmáticos mais bem sucedidos do mundo". Hoje, suas ideologias e pontos de vista são ensinados na Escola de Políticas Públicas Lee Kuan Yew, uma escola autônoma de pós-graduação da Universidade Nacional de Singapura.

### Reino Unido
E.H. Carr era um realista liberal e historiador britânico de esquerda e teórico de relações internacionais que defendia políticas internacionais realistas sobre políticas utópicas. Carr descreveu o realismo como a aceitação de que o que existe é certo; ele assim argumentou que, na política, o realismo significava que não há dimensão moral e que o que é bem-sucedido é certo e o que não é bem-sucedido é errado. Carr estava convencido de que os bolcheviques estavam destinados a vencer a Guerra Civil Russa e, sob os fundamentos da Realpolitik, aprovou a oposição do primeiro-ministro britânico David Lloyd George ao secretário de Guerra Winston Churchill o apoio da ajuda militar ao movimento branco anti-bolchevique. Na opinião de Carr, o apoio de Churchill aos antibolcheviques foi uma loucura, já que a Rússia provavelmente seria uma grande potência novamente sob a liderança dos bolcheviques.

### Estados Unidos
A Realpolitik americana começou na década de 1960 com a influência do polaco-americano Zbigniew Brzezinski, mais tarde conselheiro de segurança nacional de Jimmy Carter. Ao contrário da hostilidade da era McCarthy e da conversa de John Foster Dulles sobre a "libertação" militar do Bloco Oriental, Brzezinski propôs um "engajamento pacífico" com a União Soviética enquanto aconselhava os presidentes John F. Kennedy e Lyndon B. Johnson. Brzezinski, desinteressado em promover propaganda anti-soviética em benefício dos Estados Unidos, achava que os Estados Unidos seriam mais bem-sucedidos por meio de interações frequentes com regimes e pessoas sob o regime comunista. Brzezinski conhecia as duras realidades econômicas daqueles que viviam no Bloco Oriental, particularmente a permanente escassez de bens, e que seu apego à União Soviética nasceu de uma necessidade histórica, e não de uma ideologia comum. Brzezinski sugeriu atrair esses países economicamente e por meio de intercâmbios educacionais e culturais, que atrairiam intelectuais, seguidos de favoritismo a regimes que mostrassem sinais de liberalização ou menos dependência de Moscou. Por meio dessa abordagem, Brzezinski "ofereceu uma alternativa realista e evolucionária à retórica política vazia".
Henry Kissinger foi creditado com a introdução formal da política da Realpolitik na Casa Branca como Secretário de Estado de Richard Nixon. Nesse contexto, a política significava lidar com outras nações poderosas de maneira prática, e não com base na doutrina política ou ética, como a diplomacia de Nixon com a República Popular da China, apesar da oposição americana ao comunismo e da doutrina anterior de contenção. Outro exemplo é o uso da diplomacia do ônibus espacial por Kissinger após a guerra árabe-israelense de 1973, quando persuadiu os israelenses a se retirarem parcialmente do Sinai em deferência às realidades políticas criadas pela crise do petróleo.
O próprio Kissinger disse que nunca havia usado o termo Realpolitik e afirmou que ele é usado por pensadores de política externa liberais e realistas para rotular, criticar e facilitar a escolha de lados. Kissinger havia analisado o que ele implementou enquanto servia como Secretário de Estado e Conselheiro de Segurança Nacional não nos limites de tornar a Realpolitik uma política padrão, mas nos termos de ser um estadista. Essa mentalidade política pode ser vista no livro de Kissinger A World Restored e foi apontada pelo historiador John Bew em seu livro Realpolitik. Kissinger continuou dizendo que o papel do estadista é "a capacidade de reconhecer a real relação de forças e fazer com que esse conhecimento sirva a seus fins".
Nesse contexto, pode-se ver como os princípios da Realpolitik podem influenciar a política americana, mas não como política padrão. O alcance e a influência da Realpolitik são encontrados em políticas pragmáticas e flexíveis que mudam de acordo com as necessidades da situação. Esse tipo de formulação de políticas pode ser visto tão recentemente quanto no governo de Barack Obama. Bew tomou nota dessa direção no governo Obama, quando o chefe de gabinete de Obama, Rahm Emanuel, comentou em um artigo no The Nova Iorque Times que todos queriam decompô-lo em contrastes de idealista e realista, mas "se você tivesse que colocar ele em uma categoria, ele provavelmente é mais realpolitik, como Bush […] Você tem que ter sangue frio sobre os interesses próprios de sua nação."
A Realpolitik é distinta da política ideológica na medida em que não é ditada por um conjunto fixo de regras, mas tende a ser orientada para objetivos, limitada apenas por exigências práticas. Uma vez que a Realpolitik é orientada para os meios mais práticos de garantir os interesses nacionais, muitas vezes pode implicar o comprometimento de princípios ideológicos. Por exemplo, durante a Guerra Fria, os Estados Unidos muitas vezes apoiaram regimes autoritários que violavam os direitos humanos para garantir teoricamente o maior interesse nacional da estabilidade regional. Após o fim da Guerra Fria, esta prática continuou.
Mais recentemente, o ex-embaixador Dennis Ross defendeu essa abordagem à política externa em seu livro de 2007 Statecraft: And How to Restore America's Standing in the World. Para fins de contraste e de falar em tipos ideais, os ideólogos políticos tenderiam a favorecer o princípio sobre outras considerações. Tais indivíduos ou grupos podem rejeitar compromissos que consideram o abandono de seus ideais e, portanto, podem sacrificar ganhos políticos em favor da adesão a princípios que acreditam ser constitutivos de objetivos de longo prazo.